# Haltingen
Haltingen est un Ortsteil de la commune allemande de Weil-am-Rhein dans le Bade-Wurtemberg.

## Géographie

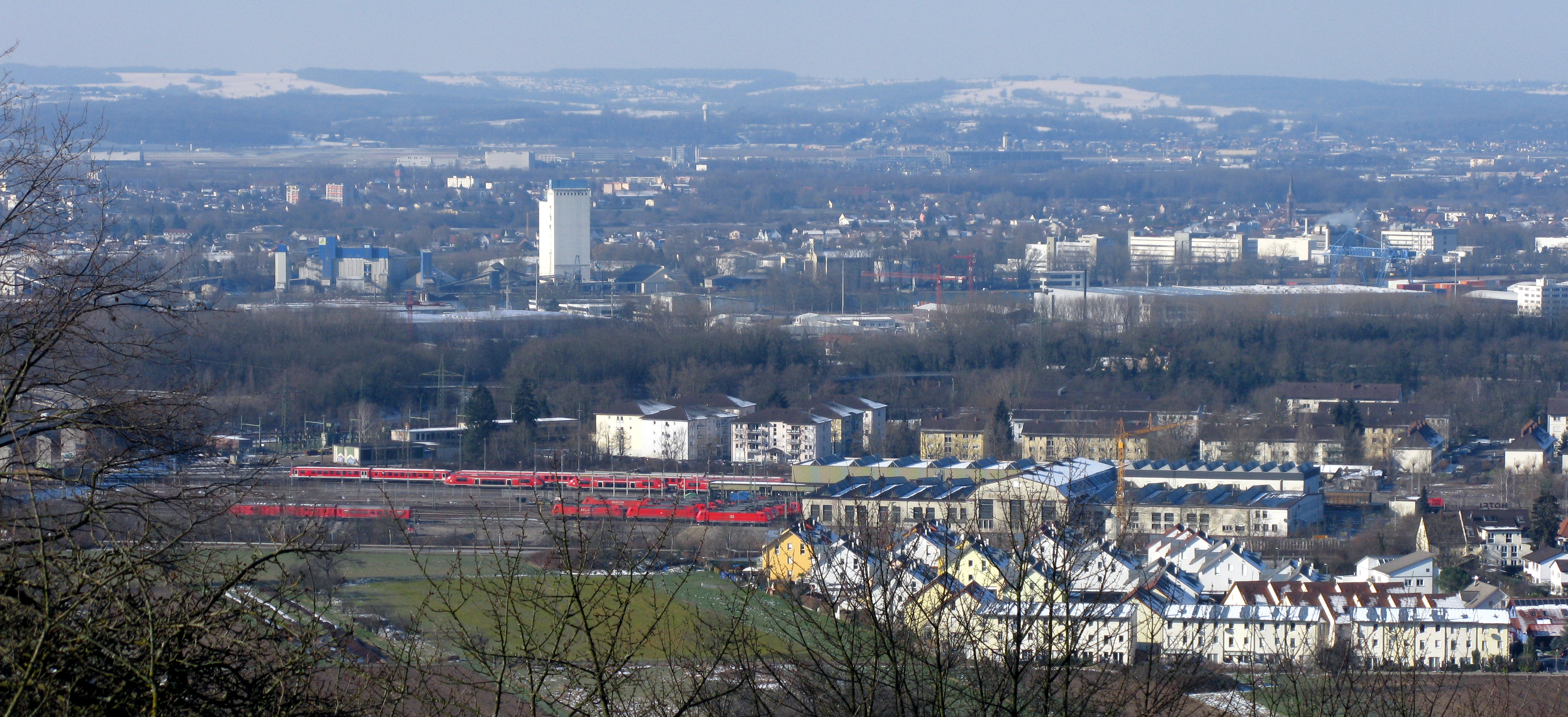
vue sur la gare de triage, au fond la ville de Bâle

## Histoire
Mentionné en 764 en tant que Haholtinga.

## Lieux et monuments

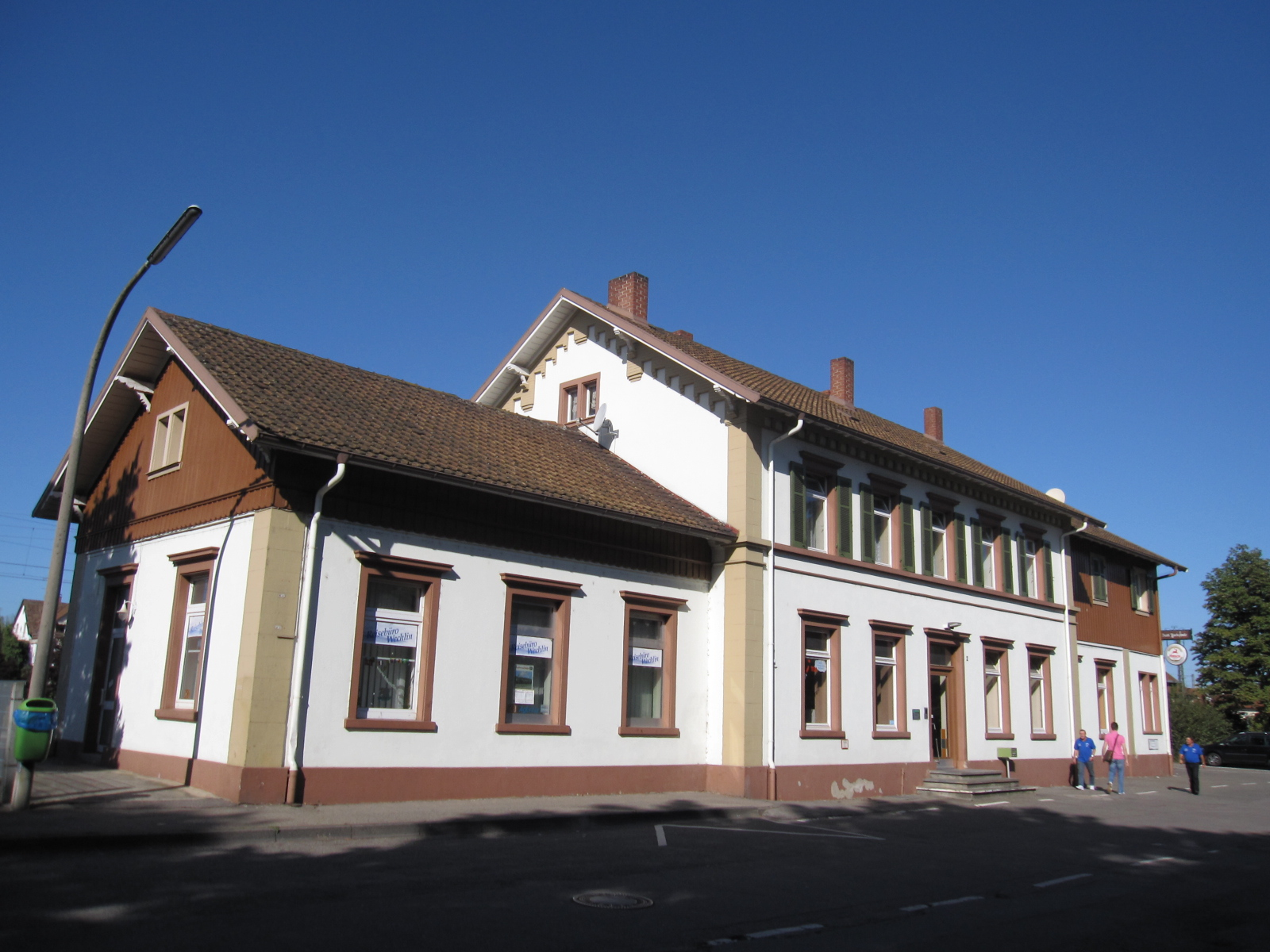
Gare
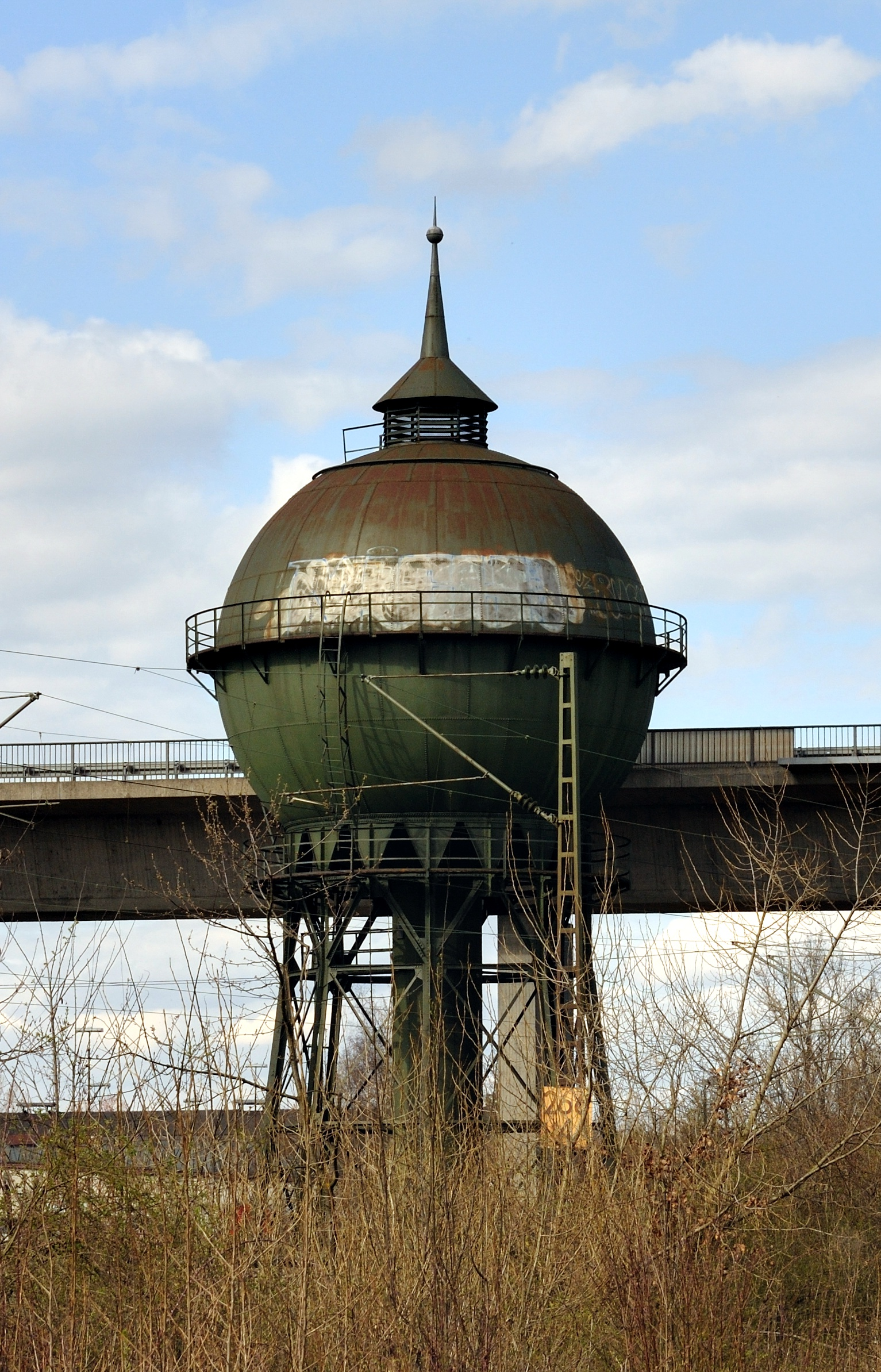
Château d'eau
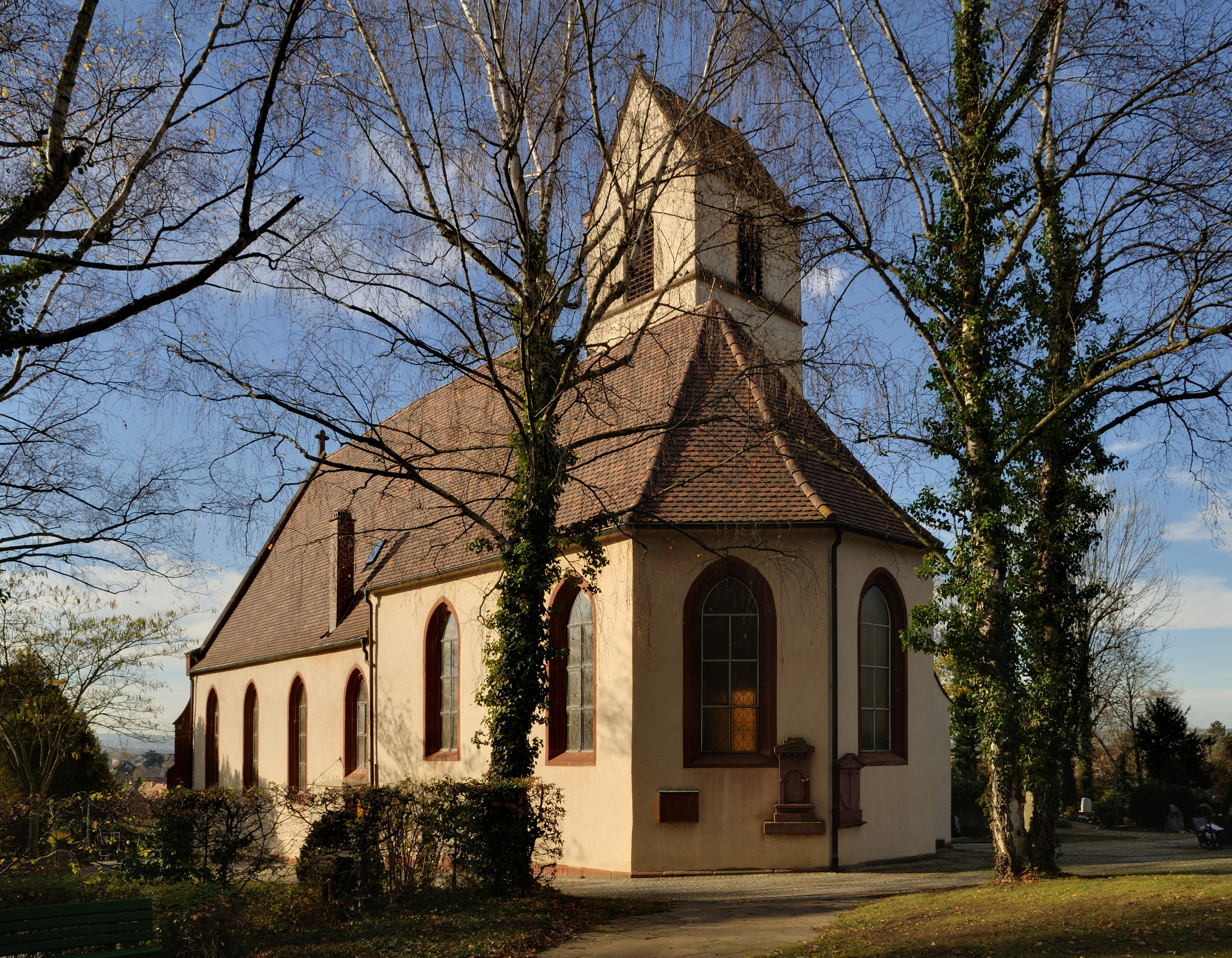
Église Saint Georges